# Metokarbamol
Metokarbamol (łac. Methocarbamolum)  – organiczny związek chemiczny, z grupy karbaminianów (3-(2-metoksyfenoksy)-1,2-propandiolu-1-karbaminian), zsyntetyzowany w 1953 roku i wkrótce wprowadzony do amerykańskiego lecznictwa pod nazwą handlową Robaxin. Chemicznie spokrewniony z dwoma innymi związkami (stosowanymi jako leki z innych grup terapeutycznych): gwajafenezyną i meprobamatem. Metokarbamol nie jest zamieszczony w Farmakopei Polskiej oraz w Farmakopei Europejskiej. Wymagania jakościowe dla surowca farmaceutycznego na stan obecny (2019)  określa Farmakopea Amerykańska (USP 38).
Metokarbamol, podobnie jak inne leki miorelaksujące (baklofen, tolperyzon, tyzanidyna, dantrolen, prydynol) znajduje zastosowanie m.in. w leczeniu stanów zwiększonego (patologicznie) napięcia mięśniowego, bólach mięśniowych, szczękościsku pourazowym oraz polekowym (np. występującym po stosowaniu wysokich dawek fluoksetyny), kręczu szyi, lumbago, rwy kulszowej, wspomagająco w zabiegach fizykoterapii. Wykazuje także działanie uspokajające, zależne od zastosowanej dawki
Lek dawniej był bardzo popularny (lata 70. i 80.) Z czasem jednak był niechętnie stosowany (m.in. ze względu na konieczność stosowania dużych dawek, nieprzyjemny zapach i smak niepowlekanych tabletek, bóle żołądka). Następnie został stopniowo wyparty przez nowocześniejsze leki. Zyskał ponownie na znaczeniu, gdy w 2013 roku wycofano z terytorium UE preparaty zawierające tetrazepam.
Zakres dobowych dawek terapeutycznych metokarbamolu jest bardzo wysoki (średnio od 1,5 –6 gramów, maksymalnie do 8 gramów w lecznictwie ambulatoryjnym, do 24 gramów w lecznictwie szpitalnym).

## Preparaty
Methocarbamolum 0,5 g   –  tabletki (niepowlekane). Preparat produkowany od 1965 roku, przez Chemiczno-Farmaceutyczną Spółdzielnię Pracy Espefa.
Dawniej (do 1999 roku)  produkowany był także przez tę Spółdzielnię preparat złożony  Mespefan tabl. (metokarbamol 0,4 g + aspiryna 0,325 g).
Ponadto w lecznictwie stosowane są preparaty w postaci iniekcji dożylnych, a także miejscowo preparaty z metokarbamolem (kremy i żele). Jednak te postaci metokarbamolu są niezarejestrowane w Polsce.